# 더 패키지 (드라마)
《더 패키지》는 2017년 10월 13일부터 2017년 11월 18일까지 방송된 JTBC 금토 드라마이다.

## 줄거리
각기 다른 이유로 여행을 선택한 사람들이 서로 관여하고 싶지 않아도 관계를 맺게 되면서 벌어지는 사건과 소통의 여정을 그린 드라마.

## 등장 인물

### 주요 인물
- 이연희 : 윤소소 역 - 여행 가이드
- 정용화 : 산마루 역 - 혼자 온 손님

### 주변 인물
- 최우식 : 김경재 역
- 하시은 : 한소란 역
- 류승수 : 정연성 역
- 박유나 : 나현 역 (아역 김연서, 김단우)
- 정규수 : 오갑수 역
- 이지현 : 한복자 역
- 윤박 : 윤수수 역 - 의문의 추적자

### 그 외 인물
- 장승조 : 배형구 역
- 박주형 : 김태영 역
- 채소영 : 오예비 역 - 산마루의 여자친구
- 김민상 : 부장 역
- 정희태 : 김과장 역
- 강봉성 : 병세 역 - 산마루의 친구
- 황영희 : 이영은 역 - 윤소소의 어머니
- 이한위 : 윤소소의 아버지 역
- 장희령 : 한두리 역 - 윤수수의 여자친구
- 민복기 : 한두리의 아버지 역
- 김영선 : 한두리의 어머니 역
- 오연아 : 미정 역 - 정연성의 연인
- 서광재 : 교장 역
- 최광제 : 점술가 역
- 김늘메
- 조영훈
- 장문석
- 박성균
- 백현주
- 김민기
- 김오복
- 송인섭
- 양대혁
- 김영조
- 김서정
- 박은영
- 김정후
- 이소윤
- 김수홍
- 장현정
- 전하영
- 정호

### 특별출연
- 성동일 : 여행사 사장 역
- 이영자 : 여행객 역
- 이승준 : 함영진 역 - 정신과 의사
- 김보리

## 시청률
최저 시청률과 최고 시청률은 시청률 조사회사와 지역별로 시청률에 차이가 있을 수 있습니다.
| 2017년 | 2017년    | 2017년                            | 2017년     | 2017년      |
| 회차   | 방송일    | 부제                              | AGB 시청률 | TNmS 시청률 |
| ------ | --------- | --------------------------------- | ---------- | ----------- |
| 제1회  | 10월 13일 | 떠나지 말 걸 그랬어               | 1.749%     | 1.9%        |
| 제2회  | 10월 14일 | 만나지 말 걸 그랬어               | 1.685%     | 1.9%        |
| 제3회  | 10월 20일 | 울지마, 거기 뱀이 나와            | 2.139%     | 1.6%        |
| 제4회  | 10월 21일 | 다 잘 될 거야, 더 잘못하지 않으면 | 1.664%     | 2.1%        |
| 제5회  | 10월 27일 | 사랑이 가장 쉽다                  | 1.612%     | 1.6%        |
| 제6회  | 10월 28일 | 프랑스 영화처럼                   | 1.869%     | 1.9%        |
| 제7회  | 11월 3일  | 사랑하는데 걸리는 시간            | 2.041%     | 1.8%        |
| 제8회  | 11월 4일  | 이별하는데 걸리는 시간            | 1.705%     | 1.8%        |
| 제9회  | 11월 10일 | 어떤 남자, 어떤 여자              | 1.580%     | 1.5%        |
| 제10회 | 11월 11일 | 잘 알지도 못하면서                | 1.955%     | 1.9%        |
| 제11회 | 11월 17일 | 바보처럼 살았군요                 | 1.540%     | 1.3%        |
| 제12회 | 11월 18일 | 사랑해                            | 2.381%     | 2.1%        |

## 사운드 트랙
디스크 1
| #  | 제목                                         | 작사                                        | 작곡                        | 재생 시간 |
| -- | -------------------------------------------- | ------------------------------------------- | --------------------------- | --------- |
| 1. | 〈You My Baby〉 (B1A4)                       | 허성진, 개미, 창조                          | 허성진, 하형주, 홍성준      | 3:07      |
| 2. | 〈Unreal〉 (디 에이드)                       | 서재하, 김영선, Zigzag Tone                 | 서재하, 김영선, Zigzag Tone | 3:58      |
| 3. | 〈운명처럼〉 (존박)                          | 강태규, 황수정, 박송아                      | 개미                        | 3:05      |
| 4. | 〈U & I〉 (JB, 잭슨(갓세븐))                 | erratack, 잭슨                              | erratack                    | 3:33      |
| 5. | 〈오늘따라 예쁘다〉 (윤딴딴, 은하(여자친구)) | 똘아이박, 미친기집애                        | 똘아이박, 미친기집애        | 3:11      |
| 6. | 〈The Package〉 (김나영, 딘딘)               | 개미, 딘딘                                  | 개막, 김세진                | 3:56      |
| 7. | 〈Imagine〉 (임지은)                         | 김지은, 개미                                | 임지은                      | 2:59      |
| 8. | 〈Faithful love〉 (조슈아 박)                | 강태규, 황수정, 박수아, Jia Jia, chengxiang | 개미                        | 3:49      |

디스크 2
| #   | 제목                                   | 작사   | 작곡                     | 재생 시간 |
| --- | -------------------------------------- | ------ | ------------------------ | --------- |
| 1.  | 〈Paris Paris Paris (Feat. 김나영)〉   |        | 개미                     | 3:07      |
| 2.  | 〈Fairy-Circle〉                       |        | 이건영                   | 3:34      |
| 3.  | 〈아름다운 날〉 (Mannheim Boys` Chior) | 이정현 | 이건영                   | 3:40      |
| 4.  | 〈와인 한잔 할래요?〉                  |        | 개미, 이건영             | 3:06      |
| 5.  | 〈Land Scape〉                         | 이성구 | 이성구                   | 2:56      |
| 6.  | 〈새로운 만남〉                        |        | 개미, 이건영             | 2:46      |
| 7.  | 〈에펠탑을 그리며〉                    |        | 박정환                   | 3:06      |
| 8.  | 〈프렌치 왈츠〉                        |        | 이규옥                   | 2:22      |
| 9.  | 〈여행이다〉                           |        | 박미선                   | 3:02      |
| 10. | 〈툭 하면 하지말래〉                   |        | 박혜민                   | 2:20      |
| 11. | 〈난 산마루다〉                        |        | 조설규(위플레이), 서강희 | 3:02      |
| 12. | 〈봉쥬르〉                             |        | 박윤서                   | 3:07      |
| 13. | 〈세느 강변에서 우리〉                 |        | 이건영                   | 2:00      |
| 14. | 〈어느 작은 골목길에서〉               |        | 개미                     | 2:10      |
| 15. | 〈햇살 쏟아지는 날에〉                 |        | 이건영                   | 2:58      |
| 16. | 〈내 운명의 한사람 2〉                 |        | 개미                     | 3:20      |
| 17. | 〈여보 아프지마〉                      |        | 개미, 이건영             | 4:18      |
| 18. | 〈점쟁이들〉                           |        | 이건영                   | 1:21      |
| 19. | 〈내 운명의 한사람〉                   |        | 개미, 이건영             | 3:21      |
| 20. | 〈잡아야 해〉                          |        | 이건영                   | 1:58      |
| 21. | 〈Marry Go Round〉                     |        | 이건영                   | 2:31      |
| 22. | 〈Carnival〉                           |        | 이건영                   | 1:51      |
| 23. | 〈분주한 일상〉                        |        | 이건영                   | 1:28      |
| 24. | 〈Peace〉                              |        | 이성구                   | 3:23      |
| 25. | 〈Speech Bubble〉                      |        | 정유진                   | 1:49      |
| 26. | 〈시간이 없는 관계로〉                 |        | 개미                     | 2:28      |
| 27. | 〈난 산마루다 2〉                      |        | 조설규(위플레이), 서강희 | 3:00      |
| 28. | 〈우리 사랑할래요?〉                   |        | 개미                     | 3:05      |
| 29. | 〈운명처럼 그대〉                      |        | 개미                     | 3:23      |
| 30. | 〈기억속으로 (Bouns Track)〉           |        | 이규옥                   | 3:03      |

## 같이 보기
- 대한민국의 텔레비전 드라마 목록 (ㄷ)
- 2017년 대한민국의 텔레비전 드라마 목록